# Famille Manos
Pour les articles homonymes, voir Manos.
La famille Manos ou parfois  Mano ou Manu (en grec : Μάνος) est une famille patricienne grecque d’origine phanariote qui a donné plusieurs personnalités à l’Empire ottoman, aux principautés roumaines et à la Grèce.

## Histoire
La famille, originaire de Kastoria, en Macédoine, s’installe à Constantinople avec Manolaki (né vers 1655), fils de Georges et petit-fils d'Emmanuel (Manos) Philippou (1610-1699). Manolaki devient chef de la corporation des fourreurs avant d’être nommé Grand Logothète du patriarche de Constantinople. Il fonde ensuite de nombreuses écoles grecques dans différentes parties de l’Empire ottoman.
Le fils de Manolaki, Michel (1695-1752), épouse une parente de Nicolas Mavrocordato, ce qui permet à la famille de connaître une importante ascension sociale à la génération suivante. Les Manos nouent alors des alliances matrimoniales avec les Ghica, les Mavromichalis, les Soutzo, les Caradja ou les Ypsilantis. Ainsi, l’une des filles de Michel, Zoé (morte en 1759) épouse le prince de Valachie et de Moldavie Grégoire II Ghica.
Au XXe siècle, la famille se distingue en littérature avec le poète et homme politique Konstantinos Manos (1896-1972). Elle noue par ailleurs deux alliances avec des membres du gotha européen. Aspasia Manos, la nièce de Konstantinos, épouse ainsi le roi Alexandre Ier de Grèce en 1919 puis Ileana Manos, une arrière-petite-fille de Konstantinos, se marie au prince Charles-Louis d’Orléans en 1997.

## Personnalités
Parmi les membres les plus connus de la famille Manos, on trouve :
- Konstantínos Mános (1785-1835), érudit grec ;
  - Thrasývoulos Mános (1835-1922), militaire grec ;
    - Konstantinos Manos (1869-1913), homme politique, militaire et écrivain grec établi à La Canée, en Crète ;
      - Alexandros Mános (1903-1979) ;
        - Konstantínos Mános (1937) ;
          - Ileana Manos (1971), épouse du prince Charles-Louis d'Orléans (1972), « duc de Chartres » ;

    - Petros Manos (1871-1918), colonel de l’armée grecque, aide-de-camp du roi Constantin Ier de Grèce et champion d'escrime ;
      - Aspasia Manos (1896-1972), princesse de Grèce et de Danemark. Elle est l’épouse morganatique du roi Alexandre Ier de Grèce (1893-1920) et la mère de la reine Alexandra de Yougoslavie (1921-1993) ;
      - Roxane Mános (1898-????), qui épouse l'athlète et député Chrístos Zalokóstas (1894-1975) ;
      - Ralloú Mános (1915-1988), chorégraphe grecque ;

- John B. Manos (1971), procureur des États-Unis.

## Pour approfondir